# 菲律宾华人
華裔菲律賓人，簡称華菲，是指那些具有华人血统并出生及居住在菲律賓的菲律賓籍或雙重國籍居民，人数约有110万，多數使用閩台片閩南語。如果把华裔麦士蒂索人（混血族群）也计算在内，菲律宾有超过两成人具有华人血统。

## 簡介
華人在整個菲律賓都有分佈。據統計，目前在菲律賓人口的華人約有百萬，占菲律賓總人口1.8%（若不計華菲混血），其中先祖來自中國福建閩南者（晉江市、石獅市、漳州市、廈門市）十之八九，當中又以晉江為最。在所有菲律賓本地華人之中，不論其已否菲化（加入菲律賓國籍），百分之八、九十以上屬閩南裔；其餘約百分之十，以廣東籍為多，其它省籍為數無幾。閩南語（當地稱福建話或咱儂話 Pe̍h-ōe-jī: Lán-lâng-ōe ）是菲華社區的通行語。
福建籍華人中，以原屬泉州府的三邑（晉江縣、惠安縣、南安縣）等縣最多，大部份居住在呂宋島，尤其是大馬尼拉地區，所經營的工商業和文教事業，也以在大馬尼拉地區的最為發達。原屬泉州府同安縣（今廈門市和金門縣）、漳州府龍溪縣、海澄縣（今合併為龍海市）等，大多數在中部維薩亞斯地區的宿霧等地，和棉蘭老島各處。
臺灣人因對菲律賓有投資事業，投資人眷屬及應聘前來之經營管理或製造技術人員，早年來菲人數不少；但近年來已逐漸減少，陸續被中國與越南等其他國家和地区的產業所取代。

## 稱呼
菲律賓本地主要以一下幾種説法稱呼華人（下列有漢語、他加祿語、英語的稱法）。
- 華人——泛指菲律賓境内認同為華人的族群，無論出生地或國籍。
  - 他加祿語：
  - 英語：
- 菲律賓華人、菲律賓華僑——主要指認同為菲律賓人的菲律賓本地華人
  - 他加祿語：
  - 英語：
- 咱人——菲律賓華人的自稱，適用於來自任何地方、認同為菲律賓人的華人
  - 閩南語白話字：Lán-nâng / Lán-lâng / Nán-nâng
- 福建人——菲律賓華人内以祖籍為福建閩南者（閩南民係），多數以咱人話、相濫摻話等菲律賓外來及本土語言的皮欽語為母語者
  - 閩南語白話字：Hok-kiàn-lâng
  - 英語：
- 廣東人、鄉親——是指菲律賓境内的廣府民係，而不是以整個廣東省為祖籍者（由於廣府民係在當地是佔極少數的華人籍貫，因此多數廣府人都是以閩南語作溝通，只有少數私下以粵語溝通）
  - 閩南語白話字：Kńg-tang-lâng / Hiong-chhin
  - 英語：
- 出世仔——華菲混血（麥士蒂索人），早在西班牙殖民時期就有許多來自明朝的移民移居菲律賓，並娶當地婦女爲妻，形成混血文化，在今後由於美國殖民時期的美國文化滲透，一些混血兒也改變自身文化以融入高層社會，今時今日由於歷史久遠，及自身文化原因，也有一些混血兒已經不自認為華人了
  - 閩南語白話字：Chhut-sì-á / Chhut-sì (出世)
  - 西班牙語：
  - 他加祿語：
  - 英語：
- 大陸仔、中國人、唐山人——來自中國大陸、持有中華人民共和國護照之菲律賓雙國籍移民
  - 閩南語白話字（咱人話）：Tāi-dio̍k-á / Tiong-kok-lâng / Tn̂g-soaⁿ-lâng
  - 他加祿語：
  - 英語：
- 台灣人、台灣仔——來自中華民國台灣省、持有中華民國護照的菲律賓雙國籍移民
  - 閩南語白話字：Tâi-oân-lâng / Tâi-oân-á
  - 他加祿語：
- 香港人、香港仔——來自香港、持有香港護照或曾持有英屬香港護照的菲律賓雙國籍移民
  - 閩南語白話字：Hiong-káng-lâng / Hiong-káng-á
  - 他加祿語：
- 澳門人、澳門仔——來自澳門、持有澳門護照或曾持有葡屬澳門護照的菲律賓雙國籍移民
  - 閩南語白話字：Ò-mn̂g-lâng / Ò-mn̂g-á
  - 他加祿語：
  - 英語：
- 生理人——指明朝時代來往西班牙殖民下的菲律賓貿易之東亞人，多數指來自廣東、福建、台灣等地的中國商人，亦指來自東瀛（或倭國）、東南亞等國（安南國、吳哥、暹羅）的華裔社群。

## 歷史

### 早期
根據在菲律賓水域發現的文物指出，來自漢地的漢族最早在9世紀（對應唐代）起就已航行至菲律賓，且與當地民族最早以以物易物的形式開始了貿易活動。在菲律賓首都馬尼拉的聖亞娜區和王城區發掘出的中國瓷器就證明了這點。

西屬時期菲律賓的生理人——《謨區查抄本》，約1590年代（明代）
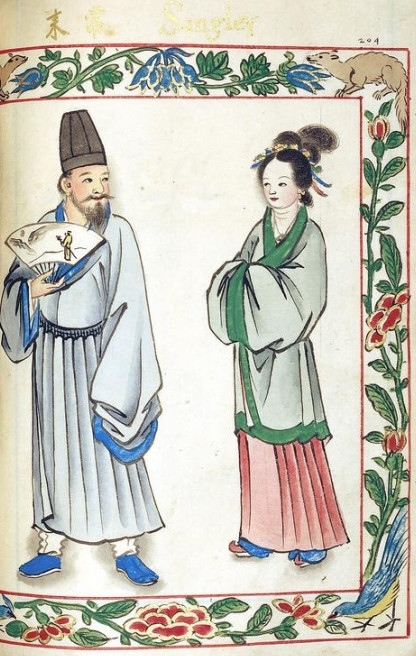
生理人，通常都是來自華南福建的閩南民係商人
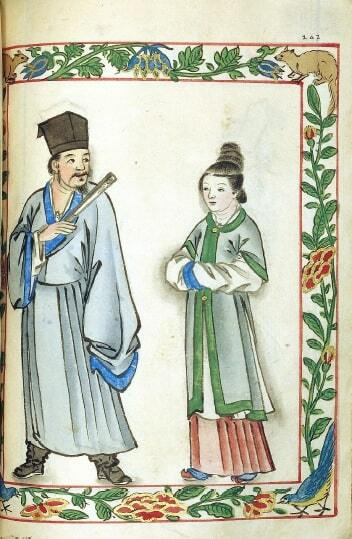
生理人，通常都是來自華南福建的閩南民係商人
客家人（Hakka），來自華南閩粵等處的客家人或畲族商人
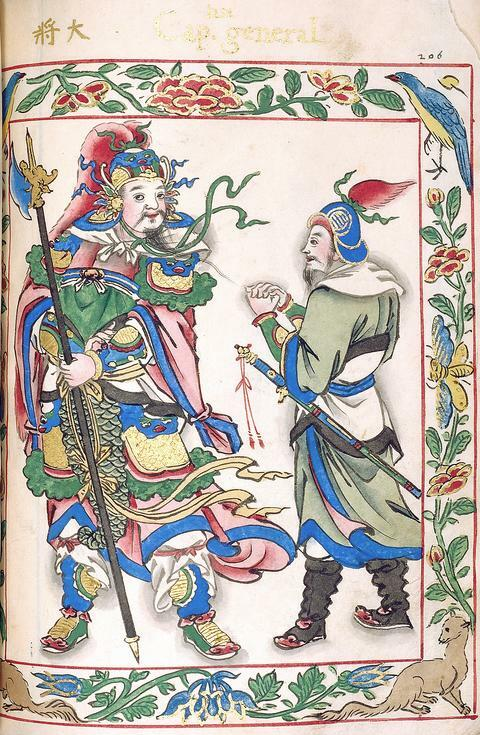
明代將領（General）及其隨從，是保護中國商人的將士
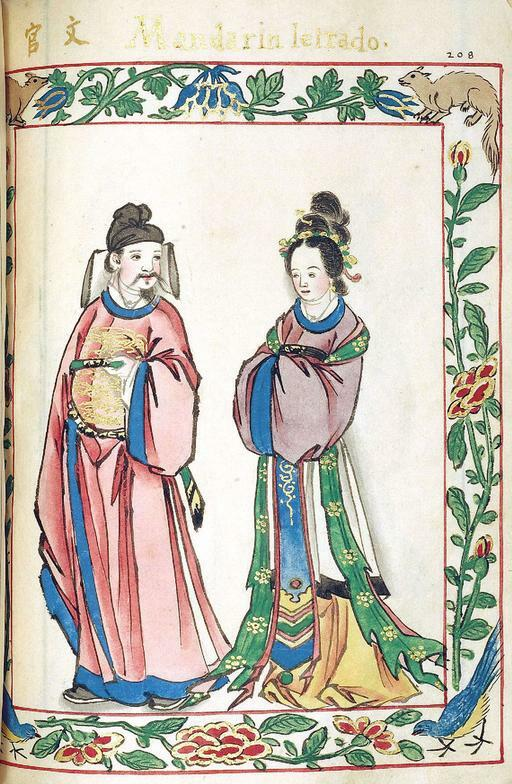
明代文官官吏（Mandarin）
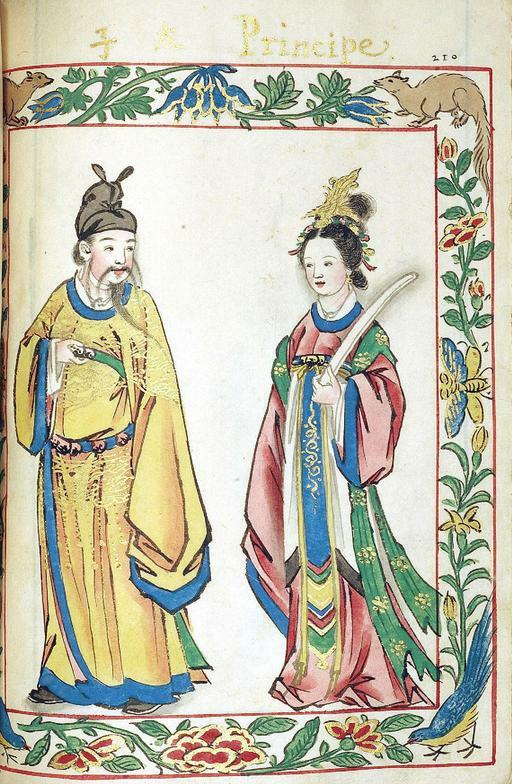
上流社會子爵貴族（Prince）

### 西班牙殖民時期（16世紀—1898年）
西班牙人首次航行至呂宋島時就已經有許多來自華南諸如福建、廣東兩省的商人前來經商，並在此定居，因此當地華人在各城邦中已有許多移民，當地人把他們稱作「生理人」（Sangley），其中多數居地以男性居多。
1574年，由潮州籍海盜林阿鳳率領的船隻攻打西班牙殖民者新建之馬尼拉城（今王城區），但與征服者胡安·德·薩爾塞多（Juan de Salcedo）的幾次交鋒之後落敗。
殖民時期的西班牙殖民者曾經以種種藉口製造了針對在菲華人的6次大屠殺，當時罹難的華人近10萬人。當時由於種種原因導致華人與西班牙人的仇恨日積月纍地增加，最終以西班牙人的多次鎮壓起事華人和屠殺非天主教徒商人為終。
西班牙殖民者通常把當地華人分爲兩類，分別是未歸化的「帕利亞人」（Parían）和已歸化的「岷倫洛人」（Binodo）。此外還有菲律賓原住民與當地華人通婚後的混血民族稱爲「生理—麥士蒂索人」（Sangley-Mestizos）或直稱為「麥士蒂索人」（Mestizos）；西班牙人與當地華人通婚後的混血民族稱爲「陶拉蒂拉斯人」（Torna atrás）。

### 華裔麥士蒂索人

#### 獨立時期
1898年菲律賓革命期間，作爲西班牙人與華人混血的華裔麥士蒂索人通常都自稱爲菲律賓人，這些華裔混血兒為菲律賓革命煽風點火，為菲律賓國家的誕生獻身，其中就有埃米利奧·阿奎納多、安德烈·滂尼發秀、馬賒羅·皮拉爾、安東尼奧·盧納、柯黎薩、曼努埃·蒂尼奧等人。

### 對菲律賓國家認同時期（1946-1975）
1949年，兩岸分治，中华人民共和国建政。1955年，印尼萬隆會議上，中华人民共和国政府和印尼政府签署关于《关于双重国籍问题的条约》，这是中华人民共和国政府对东南亚华侨的重要政策宣言，鼓励华侨加入居住国籍，以避免“共产党透过海外华人进行共产主义散播，是第五縱隊”的流言:55。在菲律宾，因受美国影响，菲律宾华人以支持中华民国著称:58。

### 同化和適應（1975-1987）
1975年，菲律宾与中华民国断交，与中华人民共和国建交。在担心菲律宾华侨受到左派势力影响，引发社会不安的背景下，马科斯政府简化华侨入籍程序。菲律宾华侨只要居住在菲律宾五年有一定收入者，就可拥有菲律宾国籍。1975年至1986年间，约有20万华侨申请菲律宾国籍，但仍有近10万华侨未申请菲律宾国籍:58。

### 1987至今
1970年代以来，菲律宾政府鼓励菲律宾人赴海外工作。1980年代，在臺灣經濟繁荣的因素下，菲律宾华人二代、三代以底层移工的身份，进入臺灣地區工作、定居。日后，持中華民國護照的菲律宾华人归入臺灣地區無戶籍國民。2009年7月31日，中華民國政府公函指出，持有效期内中華民國護照的臺灣地區無戶籍國民约6.1万人，其中来自菲律宾的1.1万人:58。

## 來源和籍貫
菲律賓華人祖籍
菲律賓華人大多屬於閩海族群或廣府族群。現在菲律賓華人為華人移民的第二、第三代後裔，屬於菲律賓公民，不過他們仍然能追朔與中國的根源，菲律賓華人有許多親戚住在中國、北美及澳大拉西亞。

### 閩海族群

#### 泉漳人和潮州人
在菲律賓人口的華人約有百萬，其中先祖來自福建閩南者（晉江、漳州、廈門）十之八九，當中又以晉江為最。在所有菲律賓本地華人之中，不論其已否菲化（加入菲律賓國籍），百分之八、九十以上屬閩南裔；閩南籍華人中，以原屬泉州府的三邑（晉江縣、惠安縣、南安縣）最多，大部份居住在呂宋島，尤其是大馬尼拉地區，所經營的工商業和文教事業，也以在大馬尼拉地區的最為發達。原屬泉州府同安縣（今廈門市和金門縣）、漳州府龍溪縣、海澄縣（今合併為龍海市）等，大多數在中部維薩亞斯地區的宿霧等地，和棉蘭老島各處。在1603年第一次呂宋大屠殺中，位於馬尼拉的華人區（Parian de los Sangleyes）大約有2萬名華人遭到屠殺，大部分是潮州籍和从閩南的港口出来的回族，闽南人和客家人。在1639年第二次呂宋大屠殺時又屠殺了許多不同祖籍的華人。閩南裔華人在菲律賓華人中佔了98.7％。閩南族群約有75％來自泉州（特別是晉江市、石獅市），23％來自漳州市，2％來自廈門市。閩南族群從19世紀初開始大量移民菲律賓直至現在，人數超越了廣東籍華人。閩南裔華人在輕重工業、經濟創業和房地產行業中占主導地位。也有許多年輕一代的閩南裔華人進入銀行，電腦科學，工程，金融和醫藥領域。至今，從中國和臺灣移民或居留的華人大都屬於閩南族群。潮州人在西班牙殖民時期有少數移居菲律賓，但大部分已經融入泉漳閩南族群內。

### 廣府族群

#### 四邑人和广府人
菲律賓廣東籍華人佔菲律賓華人人口1.2％，先祖大多來自廣東台山、澳門及鄰近地區，廣東籍華人在菲律賓分佈在首都馬尼拉都會區以及呂宋島的大城市，如安吉利斯、比科爾和奧隆阿波。廣東人大多不會移民菲律賓，移民東南亞的多選擇新加坡或者馬來西亞等地。在西班牙殖民時期他們被禁止擁有土地，少部分廣東人為服務業，如工匠、理髮師、草藥醫生、搬運工、肥皂製造商和裁縫師。廣東籍華人後代融入主流社會而自認為是菲律賓人而非華人或華裔麥士蒂索人。從19世紀初開始，幾乎沒有廣東人移民菲律賓。由於閩南族群移民菲律賓人數眾多，使廣東籍華人在菲律賓數量銳減；目前，廣東籍華人在菲律賓中主要在小型的企業和教育領域。

### 其他
有來自菲律賓鄰國如馬來西亞、印度尼西亞、越南等地的華人，這些華人入籍成為菲律賓公民，成為菲律賓華人社群的一部分。他們當中許多人也使用閩台片閩南話，也有相當數量的華人使用粵語和潮州話。而短期居留的中國商務人士及外交官主要來自北京，上海等中國各主要城市和省份的人士。

## 人口統計
| 方言            | 人數      |
| --------------- | --------- |
| 閩南語          | 1,044,000 |
| 粵語            | 13,000    |
| 官話            | 550       |
| 華裔麥士蒂索人* | 486,000   |

- 華裔麥士蒂索人為第一代華人移民跟菲律賓土著通婚所生下的後代，這個數字不包括華人血統不到50%的人（大部分被歸類為“菲律賓人”，可能佔菲律賓人口的18-27％）。

菲律賓華人的確切人數是未知數。從西班牙殖民時期開始至今，從最低到1%至最高18%到27%，包括華裔麥士蒂索人和華裔血統的菲律賓人。菲律賓國家統計局不進行種族調查。
據美國歷史學家奧斯汀·克雷格（Austin Craig）的研究報告顯示，美國在1915年針對菲律賓各種族的調查，純粹的華人（常來人）的數量約為20,000（截至1918年），呂宋人口中有三分之一左右有華人血統。
另一個在1894年西班牙殖民時代的調查顯示了菲律賓華人和華裔麥士蒂索人增長到菲律賓人口的10%
| Race                                | 人口 (1810) | 人口 (1850) | 人口 (1894) |
| ----------------------------------- | ----------- | ----------- | ----------- |
| 土著菲律賓人 (indio)                | 2,395,677   | 4,725,000   | 6,768,000   |
| 華裔麥士蒂索人 (mestizo de sangley) | 120,621     | 240,000     | 500,000     |
| 純粹華裔血統 (sangley)              | 7,000       | 10,000      | 100,000     |
| 西班牙白人 (Peninsular)             | 4,000       | 25,000      | 35,000      |
| 全部                                | 2,527,298   | 5,000,000   | 7,403,000   |

## 語言
菲律賓華人在家使用的語言
絕大多數菲律賓華人（74.5％）以菲律賓語或英語作為第一語言。多數菲律賓華人（77％）仍然能理解和使用閩南語來作為第二或第三語言。以閩南語作為第一語言使用的華人只限於老一輩以及生活在傳統華人家庭的華人，如生活在馬尼拉岷倫洛區和加洛坎市的華人。有部分原因是馬可仕統治時期入籍菲律賓國籍的華人增多，從1970年代到1990年代中期的菲律賓華人，都傾向於使用菲律賓語或其他菲律賓語言，經常與與閩南語和英語相結合。年輕一代（1990年代中期出生），首選第一語言為英語。近年來自中國大陸或臺灣的人士，儘管來自使用閩南語的家庭，但通常使用官话。不同於其他東南亞國家的華人方言群體的多樣性，菲律賓華人幾乎使用閩南話，閩南話仍然是菲華社區的“通用語言”。而華語也被認為是聲望很高的語言，儘管大部分菲律賓華人不太熟諳華語。華語在菲華社區的所有官方和正式就職中都被使用。

### 閩南話 （咱儂話）
由於大多數菲律賓華人來自中國福建閩南地區，閩南語為菲律賓華人的通用語言。菲律賓的閩南話為泉漳閩南話在菲律賓的變體，稱為咱人話（Lán-nâng-ōe），能與中國閩南本地的泉州話、漳州話和廈門話、臺灣的臺灣話和馬來西亞的閩南話（北馬福建話、南馬福建話）相互理解，特別是偏泉腔的閩南語。咱人話從西班牙語，英語和菲律賓語有諸多外來藉詞。

### 粵語
由於廣府裔的菲律賓華人相對較少，大多數新一代的廣東裔華人從未學過粵語。

### 華語（現代標準漢語）
現代標準漢語（華語）是菲律賓中文學校中文科目的教學語言。然而，由於華語在教室之外很少使用，所以大多數的菲律賓華人用華語進行交談有困難，更不用說閱讀中文書籍。由於1920年代初至2000年，中華民國僑務委員會教育部門長期以來對菲律賓的華語有著影響力，菲律賓的華語和中華民國國語差不多。
菲律賓華語教育仍然教授正體漢字和注音符號而非新加坡和中国大陆的簡化漢字與漢語拼音。

### 菲律賓語
與英語一樣，大多數菲律賓華人使用在菲律賓居住地區的語言（例如，居住在馬尼拉的菲律賓華人會說他加祿語）。

### 英語
大多數菲律賓華人能流利的使用英語 ，約30%的菲律賓華人，大多是屬於年輕一代的華人，使用英語作為第一語言。

### 相濫摻話
相濫摻話（Hokaglish）為閩南語、英語和他加祿語混合的語言，為菲律賓華人常用的第三種語言。在非正式及當地的商業交易中，菲律賓閩南話（咱人話），英語和菲律賓語之間的穿插使用是非常普遍的，在學校、家庭及社會中依不同情況使用語言。

## 宗教
菲律賓華人宗教
菲律賓華人在東南亞華人中為基督徒比例（83%）最高的一群，幾乎所有的菲律賓華人（包含華裔麥士蒂索人）都會在基督教堂舉行婚禮，但不包括近年來從中國大陸和臺灣的華人新移民。

### 羅馬天主教
多數菲律賓華人基督徒是天主教會信徒（70%）。許多菲律賓華人將基督信仰與中國傳統祖先崇拜結合一起信仰，因為天主教會通融，菲律賓華人基督徒較適應諸如祖先崇拜等中國傳統信仰。菲律賓華人公教基督徒較特別為將基督宗教信仰與傳統華人的佛教、道教信仰融合在一起，許多華人家庭的 祭壇有基督宗教的耶穌像（Santo Niño de Cebú），同時也有道教和佛教的神像；也有祭壇以佛教的香來禮敬聖母瑪麗亞，就如同祭祀觀音和媽祖一樣。

### 基督新教
有13%的菲律賓華人基督徒是新教徒。許多菲律賓的華校是新教教會建立的。菲律賓華人在菲律賓一些福音派教會中佔有很大的比例，其中許多也由菲律賓華人創立，如華人基督徒查經團契協會（Christ's Commission Fellowship ，CCF），菲律賓聖經基督教會，基督教福音中心，菲律賓聯合福音派教會和青年福音中心。
與羅馬天主教會相反，基督新教禁止華人傳統宗教信仰習俗如祖先崇拜，但是允許使用相似的意義來替代一些在聖經中沒有的做法（例如華人中秋節吃月餅，表示“月餅為象徵上帝創造家庭團結的”，而不是傳統嫦娥奔月的神話傳說）。許多華人先祖在中國的時候就已經信仰基督新教。菲律賓大部分華人的新教教會跟北美的教會有緊密聯繫，多數菲律賓華人教會都屬於世界華福中心（CCCOWE）一份子，並成為亞洲海外華人基督教組織。

### 中國傳統信仰
少數菲律賓華人（2%）信奉中國傳統宗教（漢傳佛教淨土宗、道教） 及祖先崇拜（包含儒家思想）。在馬尼拉的華人聚居區域有佛教和道教寺廟，華人佛教徒所崇敬觀音也被視為是聖母瑪麗亞的代表，許多菲律賓華人（40%）無論是否有宗教信仰都有祖先崇拜。老一輩的菲律賓華人每年至少去一次寺廟或墓園來祭拜祖先，通常以燒香和供奉祭品來祭祀。

### 其他
少數菲律賓華人是穆斯林，其中大多數居住在棉蘭老島或蘇祿群島，他們與摩洛人通婚或同化。一小部分的菲律賓華人是基督堂教會、耶和華見證人或耶穌基督後期聖徒教會的成員。一些年輕菲律賓華人為無神論者。

## 教育
菲律賓有150所華人學校，其中一半以上在馬尼拉大都會。菲律賓華人學校在科學和數學領域屢獲殊榮，享有國際聲譽，大多數學生在數學，電腦程式設計和機器人上獲得國際獎。

### 歷史
第一所專門為菲律賓華人設立的學校，為英華中文學校（現稱為中西學院），於1899年在菲律賓中國大使館場地開辦。課程包括四書五經的背誦，以及西方的科學和技術。其後還建立了其他華人學校，如1912年在伊洛伊洛市建立的怡朗華商學院，1912年在馬尼拉建立了愛國學校（第一所粵語學校），1915年創立的聖史蒂芬中學（第一個菲華教會學校）。菲律賓華人學校的發展始於1920年代至1970年代，二戰日本佔領期間，大日本帝國關閉所有的華人學校，學生被強制進入日本贊助的菲律賓公共教育學校上課。二戰結束後，菲律賓和中華民國簽署了的中菲條約，內容包括中華民國教育部提供教育資源在菲律濱全部的華人學校。這樣的情況一直持續到1973年，菲律賓憲法修訂後將華校資源管理轉為菲律賓教育廳，教學語言由華語變成英語。並增加了菲律賓歷史文化的課程。1973年菲律賓憲法發起的華校教育變化使菲律賓華人社群轉換自己的母語同化於菲律賓。在早期受過漢語教育的老一輩菲律賓華人通常在家中使用漢語（如閩南話和廣東話），而大多數年輕一代的菲律賓華人使用混合了英語或菲律賓語的漢語。

### 課程
菲律賓華校通常有菲律賓教育部規定的課程。三個核心課程有華語（英語: Chinese Grammar），綜合（英語：Chinese Composition）和數學（英語：Mathematics）。其他學校可能會添加其他科目，如毛筆（英語：Chinese calligraphy）。中國歷史，地理和文化則融入了所有三個核心課程 - 在1973年以前他們都是自己的獨立科目。所有中文科目都用華語教授，有些學校禁止學生說英語，菲律賓語，甚至是閩南語。

### 學校
許多菲律賓華學是由羅馬天主教會或新教教會創立的。這些學校包括菲律賓基督教靈惠學院（新教浸信會）、希望基督教中學（新教福音派）、聖母無原罪學院（天主教聖母無染原罪修女會）、銀禧基督教學院（新教福音派）、義光基督學校（新教福音派）、馬卡蒂希望學校（新教福音派）、天主教崇德學校（天主教聖言會）、聖史蒂芬中學/聖公會中學（新教聖公會）和怡朗亞典耀聖母學校（天主教耶穌會）。非宗教學校包括菲律濱中正學院、馬尼拉愛國學校、菲律賓晨光中學、菲律賓中華中學、菲律賓僑中學院（菲律賓第二老的華人學校）、中西學院（菲律賓最老的華人學校）。菲律濱中正學院是唯一由菲律賓教育部和中華民國（臺灣）教育部菲律賓一起授權的學校。大多數菲律賓華人到華校中學畢業後，由於缺乏漢語高等教育機構，因此轉入非華校的大學院校完成高等學位課程。

## 名字組成
大多數菲律賓華人，特別是年輕一代，傾向典型的西方人的命名慣例（名在前，姓氏在後），為英文名字加上中文姓氏。

### 命名的趨勢
在1849年西班牙殖民時期，由於命名法令，許多菲律賓華人採用西班牙式名字。一些菲律賓華人，將自己的中文名字為變成家族姓氏（例如：Alberto Cojuangco/許寰哥, 閩南話：Khó-hoân-ko）。受西班牙或菲律賓文化同化的華裔麥士蒂索人，將姓氏改為西班牙姓氏。在美國殖民時期移民菲律賓的華人將西班牙文（或少數英文）的名字與中文名字結合使用作為名字（例如：Carlos Palanca Tan Quin Lay或Vicente Go Tam Co），這種趨勢一直持續到1970年代末。
隨著美國流行文化以及受英文教育的菲律賓華人增加，菲律賓華人的英文名字的普及率開始增加。第二代華人社區中的熱門名字包括以“-son”為結尾的英文名字或其他中文音為字尾，如：Anderson , Emerson , Patrickson , Washington。第三代和第四代菲律賓華人，將自己的子女取了美國流行的英文名字。

### 姓氏
常見的菲律賓華人姓氏有Tan (陳), Ong (王), Lim (林), Go/Ngo (吳), Ng/Uy/Wong (黃), Gao/Kao (高), Chua/Cua (蔡), Sy/See/Si (施), Co (許), Lee/Dy (李), Ang/Hong/Hung (洪)and Ching/Chong (莊)。華人入菲律賓國籍時，許多人還接受了西班牙或菲律賓姓氏（例如包Bautista, De la Cruz, De la Rosa，Gatchalian，Mercado，Palanca，Robredo，Sanchez，Tagle，Torres等）。今天，根據西班牙或菲律賓姓氏姓氏而言，已經很難確定是否為菲律賓華人。華人移民在1920年代美國殖民時期的普遍現為購買姓氏，當時的排華法適用於菲律賓。這樣的法律導致華人新移民“購買”菲律賓人的姓氏，因此長期以來菲律賓居民中有許多華人血統。大多數祖先在1898年前來到菲律賓的菲律賓華人使用了西班牙姓氏。

### 西班牙姓氏
菲律賓華人祖先在西班牙殖民時期國移民到菲律賓的，通常會有多個中文名字，如Chuacuco, Chuatoco, Chuateco, Ciacho (夏), Cojuangco, Carpio,Corong, Cuyegkeng, Dioquino, Dytoc, Dy-Cok, Dysangco, Dytioco, Gueco, Gokongwei, Gundayao, Kimpo/Quimpo, King/Quing, Landicho, Lanting, Limcuando, Ongpin, Pempengco, Quebengco, Siopongco, Sycip, Tambengco, Tambunting, Tanbonliong, Tantoco, Tiolengco, Tiongson, Tungol, Yuchengco, Tanciangco, Yuipco, Yupangco, Licauco, Limcaco, Ongpauco, Tancangco, Tanchanco, Teehankee, Uytengsu 和 Yaptinchay 等。這些原來是中文的名字，被翻譯成西班牙語，並被採納為姓氏。華裔麥士蒂索人則有西班牙化的中文姓氏。

## 菲律賓華人料理

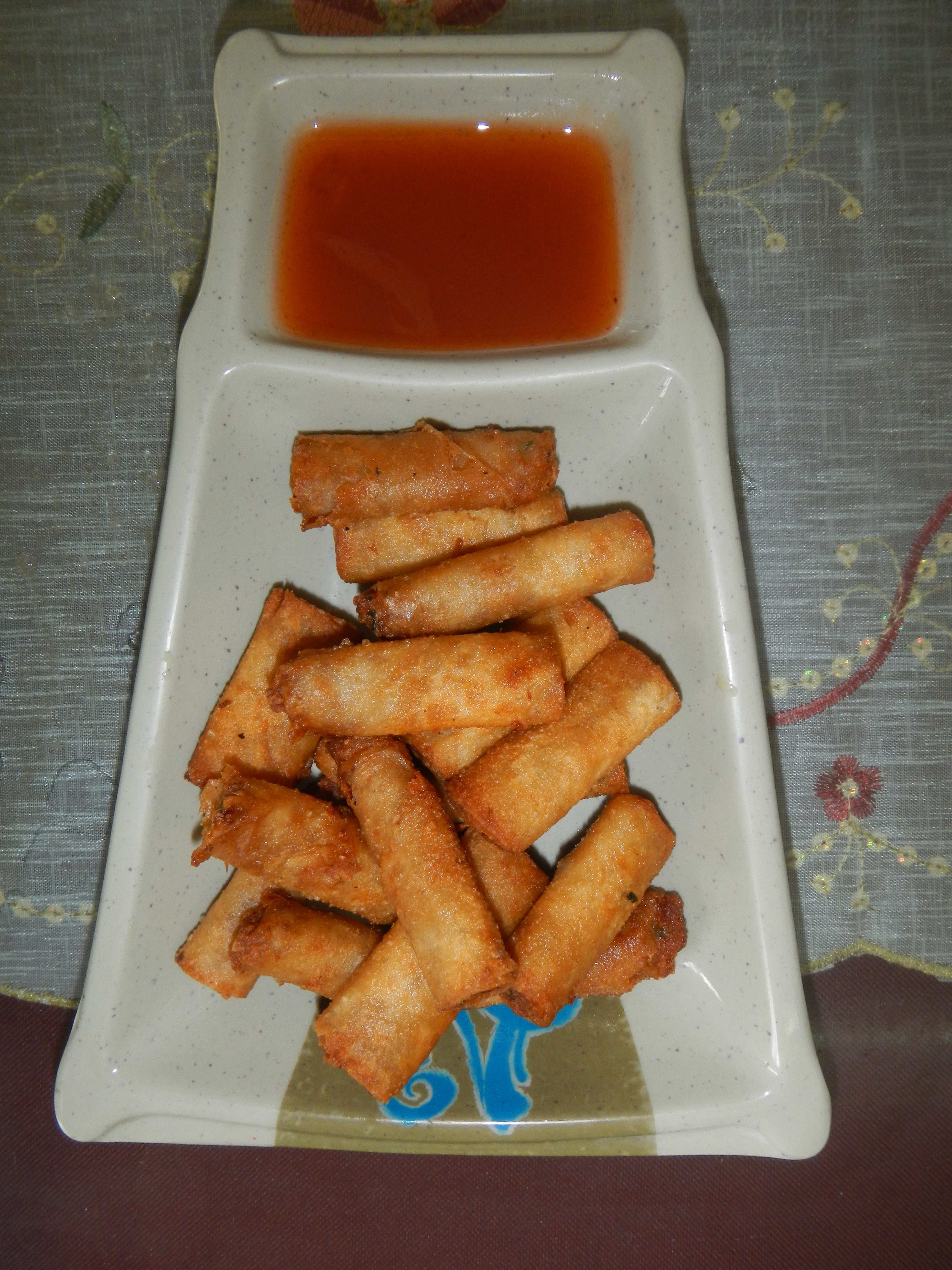
潤餅（閩南話:lūn-piáⁿ / jūn-piáⁿ），源於中國閩南的春捲。

菲律賓中國菜具有中華料理與菲律賓當地料理的特色，菲律賓中國菜大部分為福建菜並且融入菲律賓當地的食材。這些包括諸如福建炒飯（hokkien chha-peng），生日麵線（si-nit mi-soa），福建式伊府麵/便食（Pansit），燉肉（humba）， 四物雞湯（sibut），福建式蛋花湯（hototay），牛肉炒飯（kiam peng），肉粽（machang）。不過，與其他地方一樣，菲律賓的大多數中國餐館都有粵菜，上海菜和中國北方菜，而非只有福建菜。

## 政治
隨著華人入籍菲律賓國籍的越來越多，菲律賓華人血統的候選人人數也開始增加。菲律賓華人從政的重大變化是前總統馬可仕頒布的公民法令，為菲律賓華人正式通過成為菲律賓公民身份的大門。菲律賓華人從政始於1986年的人民力量革命，推翻了馬可仕的獨裁統治，並選出艾奎諾成為總統。具有華人血統的重要政治領導人包括現任和前任總統小马科斯、杜特蒂，阿基诺三世，科拉松·阿基诺，塞尔吉奥·奥斯米纳和馬可仕。前參議員Nikki Coseteng，林雯洛，Roseller Lin以及一些州長，國會議員和菲律賓市長。天主教馬尼拉總教區總主教辛海棉和類思·安多尼·塔格萊擁有華人血統。

## 社會與文化

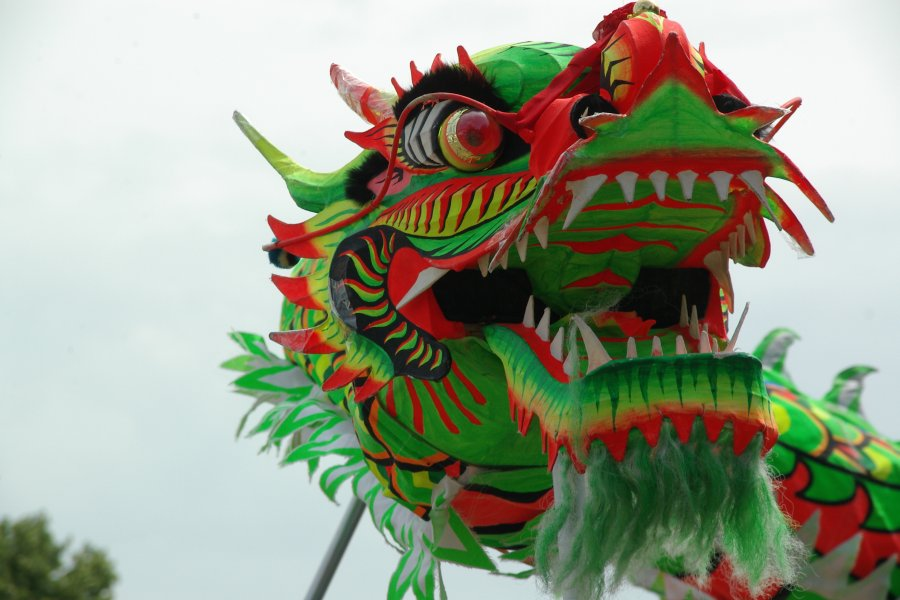
舞龍仍為菲律賓華人傳統

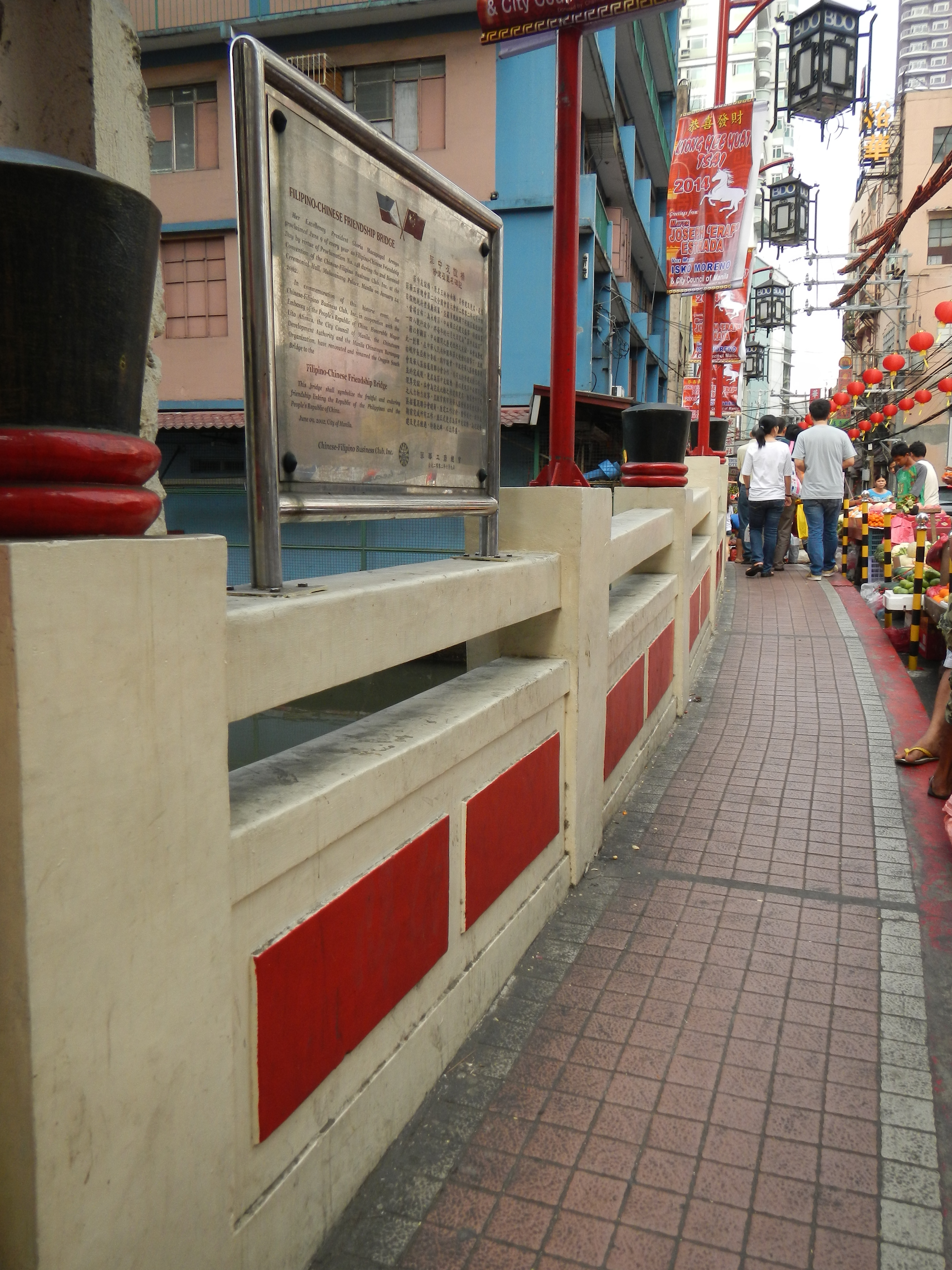
馬尼拉岷倫洛區唐人街的中菲友誼之橋

### 社會
大部分菲律賓華人主要是企業主，他們的生活中心主要是家族企業。這些大多數中小企業對菲律賓經濟中發揮重要作用。少數這些企業家經營大公司，並成為菲律賓著名的商業家。菲律賓華人將他們的成功歸功於節儉、辛勤工作、及其傳統的儒家思想觀念。大多數菲律賓華人生活在城市，約有50％的菲律賓華人住在馬尼拉，其餘的住在菲律賓其他的城市。

### 文化
與其他東南亞國家的華人社群一樣，菲律賓華人社群已成為保存中華傳統文化的海外華人社群之一。在中國，許多傳統習俗在文化大革命期間被打壓或簡化，這些傳統在菲律賓華人社群仍然完整保存。在菲律賓的華人社群中，許多中華傳統文化已經演變與其他東南亞華人社群有區別。這些文化差異在諸如農曆新年和中秋節等傳統節日中是非常明顯的。菲律賓華人在嫁娶、祝壽和喪禮有獨特風俗。
- 嫁娶

菲律賓華人的嫁娶傳統，無論信仰什麼宗教，通常包含求婚、訂婚和結婚。大多數菲律賓華人婚禮都遵循天主教或新教的傳統。
- 祝壽

菲律賓華人的傳統壽宴常出現麵條和圓形甜點。參加壽宴的親友穿著象徵喜氣的紅色衣服，代表尊敬壽星，在壽宴接待過程中，每個賓客都會包紅包給壽星，對於較年長的壽星，會贈送一盒雞蛋麵線和包著紅紙的雞蛋。
- 喪禮

菲律賓華人喪禮傳統大部分來自福建，許多菲律賓華人家庭的獨特傳統是僱用專業的送葬者，據稱這是能使亡者靈魂能進入天堂。這種風俗反映了中國傳統信
仰與天主教信仰的融合。

### 華人對菲律賓人的看法
菲律賓人早期被菲律賓華人稱為“番仔”（hoan-á）。“番仔”它也被其他東南亞華人如馬來西亞華人和新加坡華人用來稱呼馬來人族群。“番仔”這個詞彙本身就是“野蠻人”，年長的華人仍沿用這個詞彙，年輕的華人則不再用“番仔”，而稱菲律賓本地人為菲律賓人（hui-li̍p-pin lâng ）。

## 婚姻
華裔麥士蒂索人為華人與菲律賓人或西班牙人的混血後裔，佔該菲律賓總人口的25%。在西班牙殖民時期，西班牙鼓勵華人男性移民轉變宗教，信仰天主教。受洗過的華人有了西班牙名字，被允許和菲律賓土著婦女通婚。他們的後裔獲得西班牙殖民政府的幾項特權，並為非公民華人提供了許多工作機會。華裔麥士蒂索人被鼓勵和西班牙人和菲律賓人通婚，西班牙殖民政府在菲律賓的種族混合政策使被統治者不會驅逐西班牙殖民者(因已無法完全區分各族群)。

## 未來的發展趨勢
- 同化和融合，就像泰國華人一樣，最終失去了他們的“中華民族”的認同，而認同在地文化和語言
- 分隔，維持現狀，如大多數的馬來西亞華人
- 回到祖國，這是部分海外華人的現象
- 移民到西方國家（北美和澳大拉西亞），如一些馬來西亞華人和大多數的越南華人一樣[原創研究？]

## 同化
根據人類學家所作的這項研究，遍處東南亞地區的華人，與當地人種混血出生最多的，首推泰國，其次為菲律賓，在菲律賓民族中，華人血統約佔20%；以菲律賓現有一億人口來說，有華人血統的，应该將近兩千萬人。過去由於漢學教育不發達，大部份具華人血統的，鮮有機會接受華文教育，也由於信奉天主教，結果被同化成純粹的菲律賓人。其中只有十分之一含有中國血統的，因為接受華語教育而未徹底同化。
如果依照氣質和文化的觀點來說，目前凡是自認為華人、身處華人社會、保持華人傳統生活習俗、加入華人社團、在家裏和華人社群場所說華語或漢語方言、有意讓子女接受華文教育、以華人為子女選擇婚配主要對象、保有其成為華人的條件和傾向的華人，在菲律賓大約有六十萬至八十萬人；其中聚居在馬尼拉大都會（Metro Manila）者，約佔百分之六十，散居在各地的，約佔百分之四十。如果加上跟這許多所認定華人標準比較接近，或是有間接關係含有中國血統者，放寬認定的標準，目前菲律賓華人的總數，當於百萬以上。

## 扩展阅读
- Amyot, Jacques, S.J. The Chinese Community of Manila: A Study of Adaptation of Chinese Familism to the Philippine Environment. Philippine Studies Program, Research Series No. 2, 芝加哥大学 Department of Anthropology (mimeographed), 1960.